# Agos
Agos is een tweetalig weekblad uitgegeven in Istanbul, Turkije, opgericht op 25 februari 1996 door Hrant Dink, Luiz Bakar, Harutyun Şeşetyan en Anna Turay.
Agos heeft zowel Armeense als Turkse pagina's en ook een online Engelstalige editie. Er worden wekelijks ongeveer 3.000 fysieke exemplaren van verkocht. De krant is financieel volledig onafhankelijk en heeft als doel problemen aan te pakken die betrekking hebben op de Armeense gemeenschap woonachtig in Turkije.

## Geschiedenis

### Historische context, vóór 1996
Voor Agos zich in het Turkse media landschap vertoonde was er een zeer beperkte vertegenwoordiging voor minderheden in de Turkse republiek. Het land dat toentertijd 50.000-80.000 Armenen huisvestte had slechts twee Armeense media publicaties. Deze waren volledig in het Armeens ondanks dat slechts 20% de taal beheerste.
De minderheidsgroep bevond zich in een precaire positie door een optelsom van misstanden. Zo kregen ze te maken met de vermogensbelasting van 1942, rellen in 1955 en heerste er een grootse onrust jegens Armeniërs na terreuracties van ASALA. Dit alles stond nog los van de trauma's binnen de Armeense minderheid als gevolg van de Eerste Wereldoorlog.
In de jaren negentig veranderde Turkije haar binnenlandse politiek, hierdoor opende er een weg voor sociale bewegingen, culturele identiteit en vrijheid om organisaties te stichten die minderheden op een eerlijke wijze konden vertegenwoordigen. Hrant Dink, een Armeense schrijver en intellectueel woonachtig in Turkije richtte een commissie op met als doel om drie problemen aan te pakken:
- De status van de Armeense gemeenschap te verbeteren vanuit het oogpunt van de Turkse politici en het algemene naratief vanuit de media een positiever (realistischer) perspectief te geven;
- Het creëren van gelijkheid voor bewoners in de Turkse republiek door het behoud van het Armeense erfgoed; het verbeteren van het onderwijs; en taalbescherming;
- Werken naar een publiek dialoog met als doel hiervan het verwerken van generationele- en culturele trauma’s die zijn opgebouwd.[6][8]

Hrant Dink en Mesrob Mutafyan ontwikkelden een project om een dagblad op te richten dat de Armeense groepering in Turkije zou vertegenwoordigen. Dit ontwikkelde zich door tot wat wij nu kennen als Agos. De oprichters hiervan zijn Luiz Bakar, Hrant Dink, Harutyun Şeşetyan en Anna Turay. Op 25 februari 1996 lanceerde de eerste publicatie en de eerste print verscheen op 8 april.

### De eerste jaren, 1996 tot 2007
De oprichting van Agos creeerde een zichtbaar impact in het Turkse leven. De hiervoor verstopte problematiek kwam in de publieke dialoog terecht, politici werden geconfronteerd met mistanden in de cultuur en internationaal gezien kon Agos ook genieten van faam. Agos bouwde met haar publicaties metaforische bruggen tussen etnische Turken en de Armeense diaspora in Turkije. In een serie van artikelen ter gelegenheid van het tienjarig jubileum in 2006 blikt Dink terug:
''We hebben niet alleen de problemen van de Armeense gemeenschap aan de Turkse samenleving gepresenteerd, maar we hebben de problemen van de Turkse samenleving ook aan de Armeense gemeenschap gepresenteerd.'' 
Agos stond centraal in verscheidene controverses en ophef. Vooral het bestaan en de betekenis van de Armeense identiteit creëerde veel onrust. In 2004 schrijft Dink de serie 'Over de Armeense identiteit' waarin hij oproept naar Armenen om te stoppen met leven in de trauma's van 1915, maar dat zij zich beter kunnen focussen op het leven in het nu. Dit artikel werd verkeerd ontvangen en resulteerde tot veel ophef waarna Dink tot racist en vijand van de Turken werd verklaard. Dit resulteerde dan ook in een veroordeling op het beledigen van het Turks zijn, ofwel artikel 301. Hiermee maakte Dink van zichzelf ook direct een doelwit.

### Na Dinks moord, 2007 tot heden
Na de moord op Dink van 19 januari 2007 vulden de straten van Istanbul zich met tientallen duizenden mensen waarin velen zich uitspraken tegen het systematische probleem van de onderdrukking van minderheden. Dink als martelaar luidde een transformatie in, Armenen konden zich vrijer uitspreken over de gebeurtenissen van 1915. Aris Nalci, een journalist van Agos, zei in 2010:
"In 2007 verloor ik mijn angst. Als ik spreek, kan ik gedood worden. Als ik niet spreek, kan ik gedood worden. Dus waarom zou ik niet spreken?"
Na de moord werd Etyen Mahçupyan in 2007 benoemd tot hoofdredacteur. De zoon van Hrant Dink, Arat Dink, die redacteur was van het weekblad, en collega-redacteur Sarkis Saropyan zouden worden veroordeeld tot een jaar gevangenisstraf nadat ze zich uitspraken tegen de Turkse republiek.
In 2010 werd Mahçupyan opgevolgd door Rober Koptaş als hoofdredacteur. Arat Dink keerde na een jaar afwezigheid door artikel 301 weer terug. Verder viel in 2010 op dat het Armeense deel van de krant aanzienlijk kleiner was dan het Turkse deel; Vier om twintig pagina's. De rol van Agos om de Armeense taal te beschermen is aanzienlijk.
In 2012 werd een plan van de Atsiz Jeugd om het hoofdkwartier van Agos aan te vallen, aan het licht gebracht. Verder was 2012 voor Agos van groots belang omdat een aantal van hun langverwachte plannen eindelijk in uitvoering kwamen; Een Armeens radiokanaal met de naam 'Nor Radyo' werd opgericht en nog belangrijker: de krant was eindelijk online te lezen.
In 2025 is Yetvart Danzikyan nog steeds hoofdredacteur, deze rol nam hij in vanaf 2015. Miran Manukyan is inmiddels aangesteld als tweede redacteur.

## Bestuur

### Hoofdredacteuren
| Naam              | Tijdsperiode   |
| ----------------- | -------------- |
| Hrant Dink        | 1996 tot 2007  |
| Etyen Mahçupyan   | 2007 tot 2010  |
| Rober Koptaş      | 2010 tot 2015  |
| Yetvart Danzikyan | 2015 tot heden |

## Financiën en bereik

### Financieel onafhankelijk
De krant, die eveneens een non-profitorganisatie is, staat op eigen benen met de inkomsten uit lidmaatschappen, verkoop en advertenties. . De gedachte hierachter is dat financiering door welke stichting of instelling dan ook geweigerd moet worden omdat het de vrijheid van meningsuiting en de onafhankelijkheid zou beperken. . In een interview met Pakrat Estukyan, een van Agos' meest uitgesproken sprekers sinds de dood van Hrant Dink, zei hij trots:
"Agos behoort niet tot een kapitalistische onderneming die hoofdzakelijk de belangen van haar eigenaren verdedigt, ondanks dat dit wel zo is bij de meeste kranten in Turkije. Agos behoort toe aan de werknemers van de krant. Zij vertegenwoordigt niet de belangen van het kapitaal; zij vertegenwoordigt slechts de belangen en het standpunt van haar werknemers." 
In 2018 benadrukte hoofdredacteur Yetvart Danzikyan dat de economische duurzaamheid van de krant niet vanzelfsprekend is, gezien er in Turkije een cultuur heerst van gratis verkopen van kranten. .

### Stichtingsproces
Om de autonomie te waarborgen, weigerden de oprichters van Agos alle opties tot externe fondsen. Het benodigde geld werd intern verzameld; 18.000-20.000 dollar vanuit de oprichters en medewerkers. Een extra 20.000 dollar zou afkomstig zijn van een lening bij een niet nader genoemde bank. Sarkis Seropyan, de allereerste werknemer van Agos, zegt over het oprichtingsproces:
"Degenen die de krant hebben opgericht of vanaf de eerste dag aan de slag zijn gegaan, hebben financieel bijgedragen aan het oprichtingsproces. Wij hebben geen geld of financiële steun uit andere bronnen ontvangen ... Het was Hrant Dink die het meest heeft bijgedragen ... Tijdens het oprichtingsproces kreeg iedereen een aandeel dat in verhouding stond met wat hij/zij financieel bijgedragen heeft." 

### Bereikte aantallen
In 1996, het eerste jaar van de krant, zouden er 1.800 exemplaren per week gedrukt worden.
In 2001 zouden dit er wekelijks 3.000 zijn. 
In 2006 zou Agos elke week 6.000 exemplaren drukken; 3.000 hiervan waren bestemd voor Armenen in Turkije, 2.000 gingen naar het buitenland en 1.000 naar niet-Armenen in Turkije.
In 2007, in de weken na de moord op Hrant Dink zou de verkoop op 50.000 exemplaren per week pieken. 
In 2015 werden er van de gedrukte versie 4.000-5.000 exemplaren per week verkocht, plus nog eens 500 abonnees in het buitenland.
In 2023 werden er wekelijks 3.000 exemplaren van de fysieke krant verkocht, dit is uitsluitend afkomstig van abonnees binnen Turkije

## Hedendaagse discussie
Nadat hij een bepaald aantal lezers had bereikt, veranderde Agos zijn ondersteunende methodologie ten aanzien van de Armeense orthodoxe kerk en beweerde hij dat de Armeense gemeenschap een meer seculiere benadering moest volgen.  Deze verandering wordt gezien als een van de radicale veranderingen sinds de stichting van de krant. 

In 2025 berichtte Agos uitgebreid over de Turkse protesten die plaatsvonden na de arrestatievan Ekrem Imamoğlu. De online redacteur Nazan Özcan zei hierover:
"(...) er is niemand meer over die het voor hem kan opnemen – niemand behalve degenen, zoals in Agos, wiens begrip van het verleden hen vertelt dat geen enkele groep binnen een politieke gemeenschap gegarandeerd burgerrechten heeft wanneer de rechten van een ander worden aangevallen." 